# Rhododendron potaninii
Rhododendron potaninii là một loài thực vật có hoa trong họ Thạch nam. Loài này được Batalin miêu tả khoa học đầu tiên năm 1892.